# Stazione di Cergy-Préfecture
Cergy - Préfecture è una delle stazioni ferroviarie di Cergy. La stazione è stata inaugurata il 29 marzo 1988 e riceve treni dalla Gare Saint-Lazare, nonché dalla RER.
La stazione è sotterranea e ha due piattaforme. Il consiglio del dipartimento ha la sua sede vicino alla stazione (da qui il suo nome).
Cergy - Préfecture ha solo due piattaforme, situata tra i due binari. I muri a livello della piattaforma sono stati dipinti con graffiti e messaggi di pace in modo da scoraggiare i vandali. L'atmosfera generale della stazione è piuttosto oscura, ma sicura, infatti il TVCC la controlla.

## Corrispondenze
- BUS STIVO: 30, 38, 39, 42, 44, 45, 48abc, 49abc, 56, 57, 58, 60.
- BUS Busval d'Oise: 95.03A, 95.03B, 95.04, 95.05, 95.07, 95.08, 95.15, 95.16, 95.18, 95.19A, 95.19B, 95.20, 95.2, 95.41.
- BUS Boucle de la Seine: 12, 14, 27.
- BUS CABARO: 37E.
- BUS Véolia Ecquevilly: 11.80.
- BUS Véolia Montesson: 16.
- BUS Vexinbus: 27.01.
- Noctilien: N150, N152.